# Dorfkirche Damelang

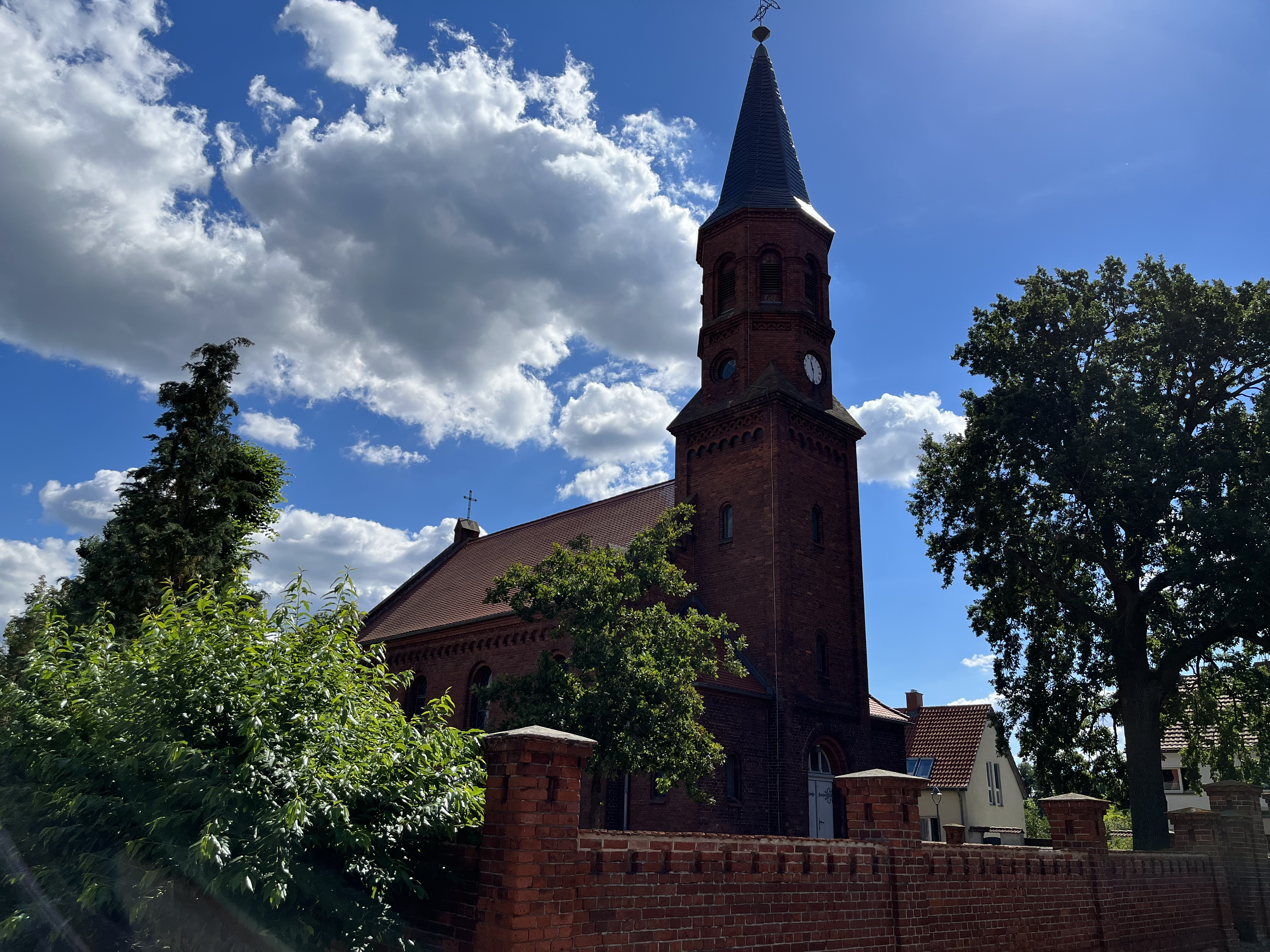
Dorfkirche Damelang

Die evangelische Dorfkirche Damelang ist eine neoromanische Saalkirche in Damelang, einem Ortsteil der Gemeinde Planebruch im Landkreis Potsdam-Mittelmark in Brandenburg. Die Kirchengemeinde gehört zum Kirchenkreis Mittelmark-Brandenburg der Evangelischen Kirche Berlin-Brandenburg-schlesische Oberlausitz.

## Lage
Die Dorfstraße führt von der Landstraße 85 in westlicher Richtung auf den historischen Dorfanger zu. Dort steht die Kirche auf einem Grundstück mit einem Kirchfriedhof, der mit einer Mauer aus Backsteinen eingefriedet ist.

## Geschichte
Das Rundangerdorf wurde im Jahr 1215 als Damelang erstmals urkundlich erwähnt und befand sich von vor 1375 bis 1542 im Besitz des Klosters Lehnin, die auch das Kirchenpatronat innehielten. Damelang war um 1500 Tochterkirche von Rädel. Der Pfarrer bekam im Jahr 1541 von den Bewohnern zwei Wispel Roggen Scheffelkorn, der Küster jedes Jahr aus jedem Haus vier Brote, dazu einen Korb und „viermal Ostereier“. Die Kirche besaß Land, auf dem drei Scheffel ausgesät wurden. Hinzu kamen drei Morgen (Mg) Wiese und Gras auf dem Kirchhof. Demzufolge muss es im Ort schon eine Dorfkirche gegeben haben. Mit der Reformation übernahm im Jahr 1542 als Amt Lehnin sowohl Dorf wie auch Kirchenpatronat.
Berichtete eine Statistik aus dem Jahr 1541 noch von einem „heiligen Mann“, so dienten 1687 nur noch zwei Kossäten als Pfarrer, 1764 war es noch ein Halbkossät. Nach einem Brand im Ort im Jahr 1877 wurde die Kirche erst 1882 neu errichtet. Zwischenzeitlich fand der Gottesdienst wahlweise unter freiem Himmel, später in einem privaten Wohnhaus sowie in der neu erbauten Schule statt. Die Bauleitung übernahm der Bauinspektor Koehler aus Brandenburg an der Havel; die Grundsteinlegung fand am 21. Juni 1881 statt. Die ausführenden Firmen kamen aus der Region: Die Maurerarbeiten führte der Maurermeister Köber aus Lehnin, die Zimmererarbeiten die Baufirma Eiserbeck aus Golzow und die Tischlerarbeiten der Handwerksmeister Merten aus Brandenburg an der Havel aus. Dort saß auch die Firma Brandt, die die Schiefereindeckung des Turms übernahm. Unterstützt wurden die Arbeiten von Einwohnern aus Damelang. Die Einweihung fand am 18. Dezember 1882 statt.
Allerdings waren bereits im Folgejahr Reparaturen erforderlich. Im Jahr 1900 schlug ein Blitz in den Kirchturm ein, richtete allerdings keine großen Schäden an. Anders als ein Sturm, der am 13. November 1972 die Wetterfahne und Turmkugel vom Turm riss. Experten öffneten daraufhin die Turmkugel und stellten ein Schriftstück aus dem Jahr 1882 sicher. Darauf waren die Namen der Dorfbewohner, des Kirchen- und Schulvorstandes sowie des Pfarrers und Lehrers verzeichnet. Die Kanzel wurde im Jahr 2007 neu errichtet. Außerdem wurde die Orgel von Carl Eduard Gesell gereinigt.

## Baubeschreibung

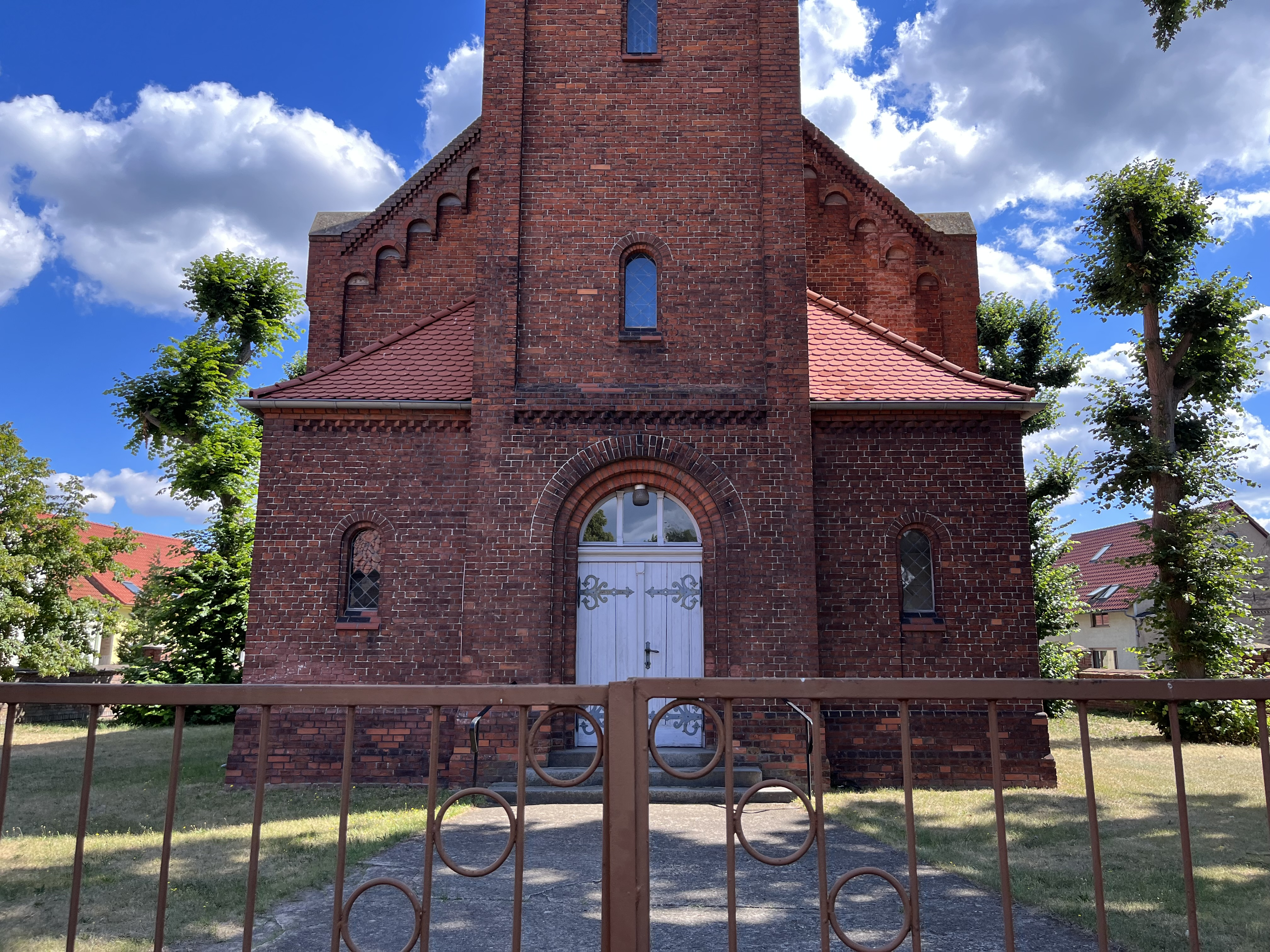
Westportal

Das Bauwerk entstand im Wesentlichen aus rötlichem Backstein. Die Apsis ist halbrund; an der Ostseite sind Spuren eines abgebrochenen Anbaus erkennbar. Oberhalb sind umlaufende kleine rundbogenförmige Fenster angebracht, darüber ein Kegeldach. Der Giebel ist fensterlos und mit einem nach unten geöffneten rundbogenförmigen Fries verziert.
Das Kirchenschiff hat einen rechteckigen Grundriss. An der Nord- und Südseite sind je vier große Rundbogenfenster, die durch zwei kleine, paarweise angeordnete Rundbogenfenster ergänzt werden. Diese befinden sich unterhalb des jeweils westlichen Fensters. Am Übergang zum Dach ist ebenfalls ein nach unten geöffneter Fries.
Der Kirchturm ist im unteren Geschoss querrechteckig und gegenüber dem Schiff leicht eingezogen. Aus ihm tritt ein quadratisch geformter Turmschaft hervor. Das Bauwerk kann durch ein dreifach getrepptes, rundbogenförmiges Portal von Westen her betreten werden. Seitlich sind kleine Anbauten mit je einem Fenster an den zugänglichen Seiten. An der westlichen Front sind im Turmschaft je zwei kleine, übereinander angeordnete Rundbogenfenster. Die Form des Turms wird durch Lisenen und einen Fries nochmals betont. Oberhalb ist ein achteckiger Aufsatz mit einer Turmuhr, darüber rundbogenförmige Klangarkaden. Das Dach schließt mit einem spitzen Turmhelm, Turmkugel und Wetterfahne ab.

## Ausstattung
Im Vorgängerbau befanden sich unter anderem ein Kelch, zwei Altarleuchter aus Messing sowie eine Fünte aus Zinn. Diese, wie auch eine zinnerne Weinflasche und mehrere Altardecken, verbrannten 1877. Die Kirchengemeinde erwarb 1882 einen neuen Kelch mit Patene, zwei bronzene Altarleuchter, eine Altarbekleidung mit Kreuz, ein Taufbecken, mit Taufständer, zwei Glocken, eine Orgel und vier Lampen. Der Kossät Kienast stiftete eine Krone mit zwölf Leuchtern. Die größere der beiden Glocken musste im Zuge einer Metallspende des deutschen Volkes im Ersten Weltkrieg abgegeben werden und ging verloren. Sie stammte aus der Glockengießerei Ullrich in Apolda. Im Jahr 2007 erhielt die Kirche eine neue Kanzel. Auf der Empore steht eine Orgel von Carl Eduard Gesell. Außerhalb der Einfriedung erinnert östlich des Bauwerks ein Mahnmal an die Opfer der Weltkriege.